# Luk Ah-choi
Luk Ah-choi, o Lu Acai (陆阿采) (Guangdong, ... – ...; fl. XVIII secolo), è stato un artista marziale cinese, maestro di Kung Fu Hung Gar nel XVIII secolo, allievo di Hung Hei-gung e fondatore di uno stile (lo Hua Quan Lu Acai, lo stile del fiore di Lu Acai).
Nato a Guangdong, figlio di un Manchu, rimase orfano in tenera età. Crebbe con uno zio che lo maltrattava e a 12 anni fuggì di casa.
La sua vita ebbe una svolta quando incontrò il monaco Li Baifu (o Lei Baak-fu) con cui studiò arti marziali. Trascorsi sette anni, il monaco lo inviò a studiare da Zhi Shan (o Gee Sim Sim Si), monaco presso il tempio Shaolin Julianshan (o Siu lum Temple) nella provincia di Fujian.
Nel 1920 il tempio fu distrutto e Luk Ah-choi fece ritorno a Guangdong, dove prese Huang Qijing (padre di Wong Fei-hung) come suo allievo. In seguito abbandonò le arti marziali e si diede allo studio della medicina.
Morì a 68 anni.